# 马蒂亚斯·萨克里松
马蒂亚斯·萨克里松（瑞典語：Mattias Zachrisson，1990年8月22日—），瑞典男子手球运动员。他曾代表瑞典参加2012年和2016年夏季奥林匹克运动会手球比赛，其中2012年奥运会获得一枚银牌。